# Західний енцефаломієліт коней
Західний енцефаломієліт коней (англ. Western equine encephalomyelitis) — гостре нейровірусне трансмісивне захворювання, яке характеризується гарячкою, інтоксикацією, ураженням центральної нервової системи.
Збудник хвороби входить до переліку ,патогенів, які можуть бути використані як біологічна зброя.

## Історичні відомості
У 1930 році вірус виділено від хворих на енцефаліт коней у долині Сан-Гоакін у Каліфорнії, де сталася епізоотія, а у 1938 році — від померлої від енцефаліту дитини.

## Етіологія
Збудник — αльфавірус з відповідного роду, куди також входять збудники східного енцефаломієліту коней та венесуельського енцефаломієліту, групи А родини тогавірусів, екологічної групи арбовірусів. З альфавірусів збудник найбільш нагадує вірус східного енцефаломієліту коней, ймовірно є його генетичним попередником. Він має 11508 нуклеотидних послідовностей із 84 % схожості з вірусом східного енцефаломієліту. Додаткові крос-генетичні дослідження показали, що вірус являє собою продукт злиття з вірусом гарячки Сіндбіс. Подальше генетичне дослідження диференціювало потенційну вірулентність окремих штамів вірусу. З 3-х епізоотичних штамів та 5-ти ензоотичних штамів виявлено, що ензоотичні штами не є нейровірулентними та нейроінвазивними, а от епізоотичні є вірулентними. Вважається, що епізоотічні штами виникають з непатогенних штамів, які постійно підтримуються в ензоотичних циклах, що дає можливість для подальшого відбору переносників для вірулентних штамів.
Має округлу форму, діаметром від 25 до 40 нм, добре зберігається в замороженому та висушеному стані. При нагріванні до 60 °С гине протягом 10 хвилин, під впливом ультрафіолетового опромінення — протягом 15–20 хвилин. Культивується на курячих ембріонах.

## Епідеміологічні особливості
Резервуар інфекції — дикі птахи (гуски, качки, фазани та інші). В антропургічних осередках джерелом є коні та мули. Переносник — комари Culex tarsalis, можливо й інші види. Хвороба реєструється у Північній (США, Канада), Центральній та Південній Америці (Гаяна, Бразилія, Аргентина). У США реєструється в штатах, які розташовані на захід від річки Міссісіпі та Скелястих гір, у Центральній Каліфорнійський долині, є найбільш поширеним в період з квітня по вересень, з піками в липні та серпні, що, швидше за все, пов'язано з найбільшою кількістю переносника
в ці періоди. Епідемії в популяції коней чи фазанів часто передують людським епідеміям. Найбільша епідемія у західних штатах США та канадських рівнинах в 1941 році призвела до 300 000 випадків енцефаліту у мулів і коней та 3336 випадків у людей. Високому ризику зараження піддаються сільські жителі, фермери, особи, які працюють у лісах. Найбільш сприйнятливі до вірусу є діти у віці до 5 років, у дорослих хвороба частіше перебігає безсимптомно. Співвідношення маніфестних та безсимптомних форму у дорослих складає 1:1000, у дітей до 4 років — 1:60, у дітей до 1 року — 1:11. Описані випадки внутрішньолабораторного зараження та вертикальної передачі вірусу. Через географічну та подібність переносника між енцефалітом Сент-Луїс та західним енцефаломієлітом коней епідемії обох часто перекриваються.

## Патогенез
Під час вірусемії збудник проникає в центральну нервову систему, спричиняє у мозкових оболонах помірне запалення з переважною реакцією лімфоїдних клітин. Найвиразніші зміни виникають у клітинах головного та спинного мозку, особливо корі великих півкуль головного мозку (загибель клітин Пуркін'є), корі мозочку, хвостатих та сочевидних ядрах, вісцеро-латеральних ядрах зорових бугрів. Крім ураження нейронів, спостерігаються перівазальні клітинні інфільтрати та гліозна реакція, в деяких місцях виникають вогнища розм'якшення речовини мозку, інколи — кісти в білій речовині півкуль, корі та базальних гангліях. Демієлінізація є наслідком цього захворювання, і його можна виявити рентгенологічно. Часто ці ділянки піддаються зворотному процесу, якщо не виявляється гострий фіброз або загибель клітин.

## Клінічні прояви
Інкубаційний період триває від 4 до 21 доби (в середньому 5–10 діб). Характерним є продром у вигляді загального нездужання, головного болю, сонливості, інколи помірних диспепсичних розладів. Через 2–3 дні стан хворого різко погіршується: гарячка сягає 40–41 °C, посилюється головний біль, з'являються міальгії, нудота, блювання, порушується свідомість. На тлі загально мозкової симптоматики виникають ознаки вогнищевого ураження нервової системи: атаксія, ністагм, дизартрія, тремор, гіпорефлексія. У невеликої частини хворих розвиваються тимчасові паралічі. Через 1–1,5 тижня прояви хвороби вщухають, але більш ніж у половини дітей молодшого віку упродовж 1–2 років можуть зберігатися судоми, порушення розумового розвитку, психічні розлади, а у дорослих може розвинутися паркінсонізм.
Летальність коливається у межах від 1 до 10 %.

## Діагностика
У спинномозковій рідині спостерігається помірний лімфоцитарний плеоцитоз (до 400 клітин в 1 мкл), незначно збільшується вміст білку та глюкози. У клінічному аналізі крові є нейтрофільний лейкоцитоз, прискорення ШОЕ. Для виявлення запальних вогнищ у мозкові речовині застосовують комп'ютерну томографію (КТ) та магнітно-резонансну томографію (МРТ). Для виявлення можливої електричної вогнищевої гіперактивності мозку, що може свідчити про потенційну судомну готовність, використовують електроенцефалографію (ЕЕГ).
Через те, що хвороба немає характерних клінічних проявів її слід обов'язково підтвердити:
- вірус можна виділити з крові та ліквору протягом гострого періоду культивуванням на курячих ембріонах.
- використовують дослідження антитіл у парних сироватках в реакції гальмування гемаглютинації (РГГА, 1–2-й тиждень хвороби), зв'язування комплементу (РЗК, 2–3-й тиждень) і нейтралізації (РН 3–4-й тиждень), де виявляються відповідно гемаглютиніни, комплементзв'язуючі та віруснейтралізуючі антитіла. Враховується наростання титру не менше ніж в 4 рази.
- також проводиться визначення антитіл класу IgM в імуноферментному аналізі (ІФА).

## Лікування
Етіотропна терапія не розроблена, лікування проводиться патогенетичними засобами (зменшення набряку мозку, нейропротективні препарати, ліки, які поліпшують мозковий кровоток, у тяжких випадках — респіраторна підтримка тощо). Застосування глюкокортикостероїдів (рекомендуються дексаметазон, метилпреднізолон), рибавірину або протисудомних препаратів (фенітоїн, діазепам) на стадії вірусемії не вивчено. Дослідження показали деякі можливості в лікуванні, обговорюється:
- білки вірусної оболонки здатні бути функціонально активними у культурі, і в майбутньому вони можуть призвести до порушення субодиниці вірусу;
- антитіла з відповідною специфікою ослаблюють внутрішньоклітинні процеси, необхідні для реплікації вірусу на моделях тварин;
- цитотоксичні Т-клітини показали важливу роль у відновленні уражень ЦНС у мишей;
- аналоги нуклеозидів (наприклад, рибавірин) мають активність in vitro, але поки не отримано результатів клінічного застосування;
- моноклональні антитіла миші проти вірусу, вони нині не випробовані в клінічній практиці, але можуть в кінцевому підсумку стати формою імунодетекції або імунотерапії.

## Профілактика
Специфічна профілактика — двократне введення інактивованої формолової вакцини. Неспецифічна профілактика полягає у захисті від укусів комарів (репеленти, захисні сітки тощо).